# Фенино (Серпуховский район)

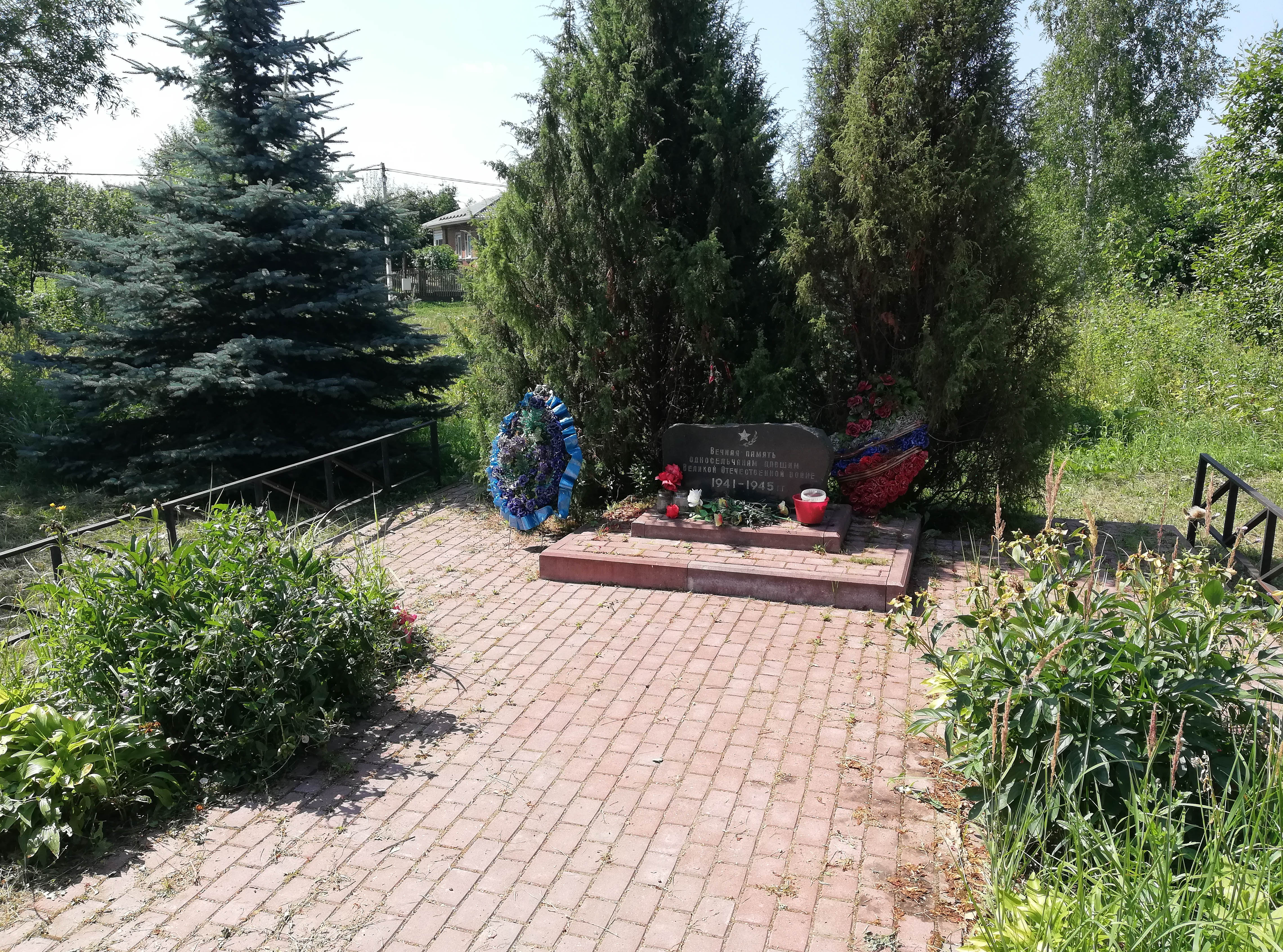
Воинский мемориал в Фенино

Фенино — деревня в Серпуховском районе Московской области. Входит в состав Васильевского сельского поселения (до 29 ноября 2006 года входила в состав Васильевского сельского округа).

## Население
| 2002 | 2006 | 2010 |
| ---- | ---- | ---- |
| 485  | ↘19  | ↗24  |

Примечание. В численность населения, учтённого переписью 2002 года, предположительно включена численность военного городка № 114.

## География
Фенино расположено примерно в 18 км (по шоссе), на север от Серпухова, на реке Московка, левом притоке реки Нара, высота центра деревни над уровнем моря — 173 м.

## Современное состояние
На 2016 год в деревне зарегистрировано 10 садовых товариществ. Фенино связано автобусным сообщением с райцентром и соседними населёнными пунктами.